# San Isidro Laguna
San Isidro Laguna är en ort i Mexiko.   Den ligger i kommunen San Juan Bautista Valle Nacional och delstaten Oaxaca, i den sydöstra delen av landet, 300 km sydost om huvudstaden Mexico City. San Isidro Laguna ligger 303 meter över havet och antalet invånare är 143.
Terrängen runt San Isidro Laguna är kuperad åt sydost, men åt nordväst är den bergig. San Isidro Laguna ligger nere i en dal. Runt San Isidro Laguna är det ganska glesbefolkat, med 26 invånare per kvadratkilometer. Närmaste större samhälle är San Juan Bautista Valle Nacional, 10,0 km sydost om San Isidro Laguna. I omgivningarna runt San Isidro Laguna växer i huvudsak städsegrön lövskog.